# Jean Fernand-Laurent
 (novembre 2022).
La mise en forme du texte ne suit pas les recommandations de Wikipédia : il faut le « wikifier ».
Les points d'amélioration suivants sont les cas les plus fréquents. Le détail des points à revoir est peut-être précisé sur la page de discussion.
- Les titres sont pré-formatés par le logiciel. Ils ne sont ni en capitales, ni en gras.
- Le texte ne doit pas être écrit en capitales (les noms de famille non plus), ni en gras, ni en italique, ni en « petit »…
- Le gras n'est utilisé que pour surligner le titre de l'article dans l'introduction, une seule fois.
- L'italique est rarement utilisé : mots en langue étrangère, titres d'œuvres, noms de bateaux, etc.
- Les citations ne sont pas en italique mais en corps de texte normal. Elles sont entourées par des guillemets français : « et ».
- Les listes à puces sont à éviter, des paragraphes rédigés étant largement préférés. Les tableaux sont à réserver à la présentation de données structurées (résultats, etc.).
- Les appels de note de bas de page (petits chiffres en exposant, introduits par l'outil «  Source ») sont à placer entre la fin de phrase et le point final[comme ça].
- Les liens internes (vers d'autres articles de Wikipédia) sont à choisir avec parcimonie. Créez des liens vers des articles approfondissant le sujet. Les termes génériques sans rapport avec le sujet sont à éviter, ainsi que les répétitions de liens vers un même terme.
- Les liens externes sont à placer uniquement dans une section « Liens externes », à la fin de l'article. Ces liens sont à choisir avec parcimonie suivant les règles définies. Si un lien sert de source à l'article, son insertion dans le texte est à faire par les notes de bas de page.
- La présentation des références doit suivre les conventions bibliographiques. Il est recommandé d'utiliser les modèles {{Ouvrage}}, {{Chapitre}}, {{Article}}, {{Lien web}} et/ou {{Bibliographie}}. Le mode d'édition visuel peut mettre en forme automatiquement les références.
- Insérer une infobox (cadre d'informations à droite) n'est pas obligatoire pour parachever la mise en page.

Pour une aide détaillée, merci de consulter Aide:Wikification.
Si vous pensez que ces points ont été résolus, vous pouvez retirer ce bandeau et améliorer la mise en forme d'un autre article.
Pour les articles homonymes, voir Jean Laurent, Fernand et Laurent.
Jean Laurent, dit Fernand-Laurent, est un avocat, journaliste et homme politique français né le 15 mai 1889 et décédé le 15 mars 1949 à Paris.

## Biographie
Inscrit au barreau de Paris après une Esquisse d'une étude comparée des législations française et britannique en matière de sociétés par actions (thèse, 1919), Jean Camille Fernand Laurent est élu en 1919 au conseil municipal de cette même ville, mandat qu'il conserve jusqu'en 1940, d'abord comme représentant du quartier d'Auteuil, puis de la Muette, tous deux situés dans le bourgeois 16e arrondissement de Paris.
En mai 1920, il est nommé membre du comité directeur de la Ligue des patriotes présidée par Maurice Barrès.
En 1925, il intègre la Commission du Vieux Paris.
En 1932, il se présente aux élections législatives dans la circonscription de Boulogne-Billancourt sous les couleurs des Radicaux indépendants. Élu, il rejoint le petit groupe des Indépendants de gauche. Son élection étant invalidée, il se représente en 1933 avec le même succès. Réélu en 1936, il rejoint cette fois le groupe plus conservateur des Indépendants républicains, aux côtés notamment d'Henri de Kérillis, le directeur du journal L'Écho de Paris dont Jean Fernand-Laurent est un collaborateur régulier.
Le 10 juillet 1940, il vote en faveur de la remise des pleins pouvoirs au Maréchal Pétain.

## Ouvrages
- Chez nos Alliés britanniques, Notes et souvenirs d’un interprète, Paris, Boivin et Compagnie, 1917.
- Du Village d’Auteuil au plus grand Paris, Paris, Boivin et Cie, 1925.
- Jean Sylvain Bailly, premier maire de Paris, Paris, Boivin et Cie, 1927.
- Un Peuple ressuscite, New York, Brentano's, 1943 (BNF 32100466).
- Gallic Charter, Foundations of tomorrow’s France, Boston, Little, Brown and Co, 1944 (ouvrage rédigé en anglais par l’auteur).

## Distinctions
- Prix Montyon (1918)[4].
- Officier de la Légion d'honneur (1931)[2].

### Sources
- « Jean Fernand-Laurent », dans le Dictionnaire des parlementaires français (1889-1940), sous la direction de Jean Jolly, PUF, 1960 [détail de l’édition]